# 玫瑰烟管鳚
玫瑰煙管鳚（學名：Chaenopsis roseola），為輻鰭魚綱鳚形目煙管鳚科煙管鳚屬的一種，分布於西大西洋美國北卡羅萊納州至墨西哥灣、加勒比海海域，深度44至55公尺，本魚體細長，頭長，頭上沒有捲鬚，吻部長而尖，下頜尖端突出，尾鰭圓形，與背鰭、臀鰭相連，體稻草色，身體下側有 8個黑色斑點，第1個在腹部中部，最後一個在尾根部，前6個是倒三角形，後2個水平拉長，一些前部斑點內有銹色斑點，上背部前7個斑塊上方有深色馬鞍狀斑塊，前背蓋骨、鰓蓋骨、鰓口蓋馬鞍蓋鞍狀斑點，雌魚在臀鰭上方的下體有成對的銹色斑點，體長可達4.3公分，棲息在礫石底質水域，通常躲在蠕蟲空巢穴，雌魚產附著性卵，由雄魚守護魚卵，生活習性不明。